# Der 1. Ritter
Der 1. Ritter (Alternativtitel: Der Erste Ritter) ist ein US-amerikanischer Abenteuerfilm aus dem Jahr 1995.

## Handlung
Nachdem Prinz Malagant, ehemals Ritter in König Arthurs Tafelrunde, Camelot im Streit den Rücken gekehrt hat, überzieht er das Land mit Krieg, bis durch eine Aufteilung des Reiches schließlich ein brüchiger Frieden entsteht. Lyonesse, ein kleines Reich im Grenzland, wird durch seine Soldaten immer wieder attackiert, wodurch Lady Guinevere, die Herrin des Reiches, in starke Bedrängnis gerät. Um einen Verbündeten zu gewinnen und ihr Volk besser schützen zu können, aber auch aufgrund ihrer Zuneigung zu ihm, nimmt Guinevere den Heiratsantrag von König Arthur an. Um die Heirat zu vollziehen, macht sich Guinevere, begleitet von einer berittenen Eskorte, auf den Weg nach Camelot, der Residenzstadt König Arthurs.
Zur gleichen Zeit bereist der heimatlose Lancelot, der seinen Lebensunterhalt durch Schaukämpfe mit dem Schwert bestreitet und ein Nomadendasein führt, den Landstrich. Als Guineveres Geleitzug in einem Hinterhalt von Malagants Leuten angegriffen wird, kann Lancelot einen Entführungsversuch vereiteln. Unbefangen verlangt er, statt der durch Guinevere angebotenen geldlichen Belohnung für ihre Rettung, von ihr einen Kuss. Als Guinevere, die ihr Ehrgefühl verletzt sieht, ablehnt, stiehlt Lancelot den Kuss unerlaubt von ihr. Aufgebracht verlangt sie, dass er schwöre, dergleichen nie wieder zu wagen. Er versichert, er werde es erst dann wieder tun, wenn sie ihn bitte. Empört, aber unversehrt, gelangt Guinevere wieder zu ihrer Eskorte, Lancelot reitet davon.
In Camelot wird Guinevere von König Arthur standesgemäß empfangen. Außerdem gesteht Arthur ihr seine Liebe und Verehrung, wobei er ihr sogar anbietet, die Verlobung mit ihr zu lösen und Lyonesse trotzdem zu unterstützen. Tatsächlich aber verspürt Guinevere solch aufrichtige Zuneigung zu Arthur, dass sie ihm ihre Liebe ebenfalls versichert und erklärt, dass sie ihn um seiner selbst willen heirate, nicht für seinen Thron, seine Stadt oder seine Armee. 
Anlässlich eines Festes zu Ehren der künftigen Königin treffen Guinevere und Lancelot, der sich ebenfalls in der Stadt eingefunden hat, wieder aufeinander: Lancelot kann sich bei einem Wettbewerb als Sieger hervortun. Dem Gewinner winkt als Preis ein Kuss von Guinevere. Als Lancelot ihr gegenübersteht, um seinen Preis zu empfangen, verlangt er von der verunsicherten und überraschten Guinevere, dass sie ihn bitten solle, worauf sie mit „Niemals!“ antwortet. Der Menge ruft Lancelot daraufhin zu, er wage nicht, eine so anmutige Lady zu küssen, da er nur ein Herz zu verlieren habe. Der König zeigt sich beeindruckt von Lancelots vermeintlich ehrenhaftem Verhalten und seinem Mut. In einem persönlichen Gespräch gibt er Lancelot einen Eindruck über die Bedeutung der Tafelrunde und der Gesetze Camelots und lernt ihn zunächst oberflächlich kennen.
Wenige Zeit später gelingt es Prinz Malagant, Guinevere aus Camelot zu entführen. Lancelot reitet hinterher und gibt sich dann als Bote des Königs aus. Mit einigem Geschick gelingt es ihm, Guinevere den Händen der Feinde zu entreißen und mit ihr zu flüchten. Als beide, vor dem Regen Schutz suchend, unter einem Baum rasten, kommt es erneut zu persönlichen Worten. Guinevere erfährt, dass Lancelot seine Familie im Kindesalter beim Brand in einer Kirche während einer Kriegshandlung verloren hat. Lancelot, der sich in Guinevere verliebt hat, bemerkt, dass diese ihm ihrerseits nicht länger abgeneigt scheint. Aufgrund ihrer Verlobung mit Arthur wagt sie es jedoch nicht, ihren Gefühlen für Lancelot nachzugeben.
Zum Dank für die Rettung Guineveres bietet der König Lancelot den freien Platz in seiner Tafelrunde an, was Lancelot annimmt. Nach einem Treueschwur wird er zum Ritter geschlagen. Guinevere ahnt, dass Lancelot, der stets umhergereist ist und ein freies Leben führte, ihretwegen Camelot nicht verlassen möchte, wodurch sie beunruhigt ist. Trotz ihrer Gefühlslage geht sie schließlich die Ehe mit Arthur ein und wird Königin von Camelot. Als kurz darauf die Nachricht eintrifft, dass Lyonesse wieder durch Malagant angegriffen wurde, machen sich Arthur und seine Ritter kriegsbereit und reiten, begleitet von der Königin und einem Heer von Soldaten, zum Schauplatz. Dank einer List und geschickter Schlachtführung Arthurs können die Truppen Camelots Malagants Soldaten besiegen und in die Flucht schlagen. Eine große Schar von Bürgern von Lyonesse kann zudem durch Lancelot aus einer brennenden Kirche gerettet werden, darunter Vertraute der Königin.
Lancelot, von den grausamen Geschehnissen überwältigt, beschließt, nicht länger Teil der Tafelrunde zu sein und Camelot zu verlassen. Er teilt dies Guinevere in einem persönlichen Gespräch mit, versichert sie gleichzeitig aber erneut seiner Liebe. Guinevere, sichtlich zwiegespalten, bittet in einem Anflug von Leidenschaft schließlich um einen Kuss zum Abschied. Als König Arthur in diesem Moment das Zimmer betritt, findet er seine Gemahlin beim stürmischen Kuss mit Lancelot vor. Guinevere erklärt, später von ihm zur Rede gestellt, dass sie Lancelot zwar mit ihrem Herzen liebe, Arthur jedoch mit ihrem Willen, der stärker als ihre Gefühle sei. Zutiefst verletzt von den beiden Menschen, deren Liebe und Loyalität er sich sicher geglaubt hatte, stellt Arthur beide wegen Hochverrats vor ein öffentliches Straftribunal. Die Verhandlung wird aber jäh unterbrochen, als Malagant mit einer Schar seiner Untergebenen auf den von Menschen gefüllten Platz reitet und zudem die Stadt heimlich mit etlichen weiteren Leuten infiltriert hat. Da die anwesenden Ritter unbewaffnet sind, verlangt Malagant von Arthur, vor ihm niederzuknien und ihm sein Königreich auszuliefern. Arthur, der zunächst den Anschein macht, diesem Geheiß nachzukommen, fordert jedoch alle Anwesenden auf, für Camelot zu kämpfen, „wie sie noch nie zuvor gekämpft haben“ und wird unmittelbar von mehreren Pfeilen aus Armbrüsten in die Brust getroffen. Ein erbitterter Kampf entbrennt.
Mit dem Schwert eines Feindes kämpfend, dringt Lancelot zu Malagant vor. Im Zweikampf wird der bereits erschöpfte Lancelot von Malagant verwundet, verliert das Schwert und bricht zusammen. Als Malagant ihm in einer symbolischen Handlung den Kopf abschlagen will, sieht Lancelot das Königsschwert neben sich, wehrt den Hieb ab und stößt Malagant schließlich das Schwert Arthurs in die Brust. Sterbend sinkt Malagant auf Arthurs leerem Thron. Seine Bande flüchtet aus der Stadt.
Auf dem Sterbebett nennt Arthur Lancelot seinen treuesten und Ersten Ritter und gibt Schwert und Reich an ihn mit den Worten, die Zukunft von Camelot liege in seinen Händen – an seiner Stelle solle er sich um Guinevere kümmern. Guinevere küsst Arthur, dessen letzte Worte sind, dass er das Sonnenlicht und ihre wahre Liebe in ihren Augen sehe. Letztendlich hat Guinevere beide Männer auf individuelle Weise geliebt. Seine feierliche Feuerbestattung erfolgt auf einem See, vor Guinevere und Lancelot, dahinter alle Ritter und die Bürger Camelots.

## Kritiken
James Berardinelli verglich den Film auf ReelViews mit einem „MTV-Video“. Er kritisierte die Leistungen der Darsteller, die Dialoge und die „konfuse“ Kameraarbeit.
Roger Ebert schrieb in der Chicago Sun-Times vom 7. Juli 1995, der Film sei unterhaltsam „auf seine eigene Art“. Er lobte die Darstellung von Sean Connery. Rob Roy und Braveheart seien jedoch bessere Beispiele des Genres „Schwert-und-Verführung im Mittelalter“ („two better examples of the medieval swordcraft-and-seduction genre“).
Lutz Berth lobte auf filmrezension.de die Kameraarbeit, die Musik bezeichnete er als „grandios“, die Darsteller als „überzeugend“. Besonders lobte er die Darstellung von Julia Ormond. Berth schrieb, der Film würde aktuelle Themen wie die Treue in der Ehe und die Rolle der Gesetze in einer Gesellschaft ansprechen.
Das Lexikon des internationalen Films befand: „Farbenprächtig inszeniert, aber ohne Gefühl für die psychologische Tiefe des Konflikts. Eine unbefriedigende Variante.“
Die Filmbewertungsstelle Wiesbaden verlieh der Produktion das Prädikat wertvoll.

## Hintergründe
Der Film spielte in den Kinos der USA ca. 37,6 Millionen US-Dollar ein. Das Einspielergebnis in den anderen Ländern betrug ca. 90 Millionen US-Dollar. Angesichts der Kosten von 75 Millionen US-Dollar blieb er weit hinter den Erwartungen zurück.
Der Film hatte am 7. Juli 1995 seine Premiere in den USA. In Deutschland wurde er erstmals am 7. September 1995 veröffentlicht. Am 19. März 1996 erschien er auf Video sowie am 28. Juli 1998 auf DVD.
Die Drehorte waren
- Ashridge Park, Little Gaddesden, Hertfordshire, England
- Black Park Country Park, Wexham, Buckinghamshire, England
- Burnham Beeches, Buckinghamshire, England
- Durango, Mexiko
- Gloddfa Ganol, Blaenau Ffestiniog, Gwynedd, Wales
- Llanfair Slate Mine, Harlech, Gwynedd, Wales
- London, England
- Pinewood Studios, Iver Heath, Buckinghamshire, England
- Rasslers Wood, Medmenham, Marlow, Buckinghamshire, England
- St Albans Cathedral, St Albans, Hertfordshire, England
- Trawsfynydd, Gwynedd, Wales

Elizabeth Chadwick schrieb nach dem Drehbuch einen Roman zum Film (1995 publiziert bei Pocket Books mit dem Titel First Knight; die deutschsprachige Ausgabe erschien im September 1995 mit dem Titel Der 1. Ritter beim Goldmann-Verlag München, ISBN 3-442-43306-1).